# Вигурівська вулиця
Вигу́рівська ву́лиця — зникла вулиця, що існувала в Дніпровському районі міста Києва, місцевість Микільська слобідка. Пролягала від Каховської до Челябінської вулиці.

## Історія
Виникла в середині XX століття під назвою 910-та Нова. Назву Вигурівська (від села Вигурівщина) вулиця отримала 1955 року. 
Ліквідована на межі 1970–80-х років у зв'язку зі знесенням старої забудови Микільської слобідки.